# Борщовское сельское поселение
Борщо́вское сельское поселение — муниципальное образование в западной части Погарского района Брянской области. Административный центр — село Борщово.
Образовано в результате проведения муниципальной реформы в 2005 году, путём преобразования дореформенного Борщовского сельсовета.

## Население
| 2010  | 2011  | 2012  | 2013  | 2014  | 2015  | 2016  |
| ----- | ----- | ----- | ----- | ----- | ----- | ----- |
| 1090  | ↘1082 | ↘1081 | →1081 | ↗1084 | ↘1071 | ↘1054 |
| 2017  | 2018  | 2019  | 2020  | 2021  |       |       |
| ↘1053 | ↘1022 | ↘1021 | ↘1001 | ↗1511 |       |       |

## Населённые пункты
| № | Населённый пункт | Тип     | Население |
| - | ---------------- | ------- | --------- |
| 1 | Борщово          | село    | ↗686      |
| 2 | Лобки            | село    | ↘229      |
| 3 | Мирские          | посёлок | ↘39       |
| 4 | Песчанки         | посёлок | ↘127      |